# Derivata totale
Nel calcolo differenziale, la derivata totale (od ordinaria) di una funzione di più variabili è la derivata che tiene conto della dipendenza reciproca delle variabili stesse; in altri termini, la derivata totale di una funzione rispetto ad una delle variabili prende in considerazione la dipendenza delle altre variabili dalla variabile rispetto alla quale si deriva.
Ad esempio, la derivata totale di {\displaystyle F(t,x(t),y(t),z(t))} rispetto a {\displaystyle t} è:
{\displaystyle {\frac {\mathrm {d} F}{\mathrm {d} t}}={\frac {\partial F}{\partial t}}+{\frac {\partial F}{\partial x}}{\frac {\mathrm {d} x}{\mathrm {d} t}}+{\frac {\partial F}{\partial y}}{\frac {\mathrm {d} y}{\mathrm {d} t}}+{\frac {\partial F}{\partial z}}{\frac {\mathrm {d} z}{\mathrm {d} t}}}
Ogni derivata totale è in corrispondenza biunivoca con una 1-forma differenziale esatta:
{\displaystyle {\mathrm {d} F}={\frac {\partial F}{\partial t}}\mathrm {d} t+{\frac {\partial F}{\partial x}}\mathrm {d} x+{\frac {\partial F}{\partial y}}\mathrm {d} y+{\frac {\partial F}{\partial z}}\mathrm {d} z}
dove {\displaystyle \mathrm {d} t}, {\displaystyle \mathrm {d} x}, {\displaystyle \mathrm {d} y} e {\displaystyle \mathrm {d} z} sono i differenziali.

## Definizione
Sia {\displaystyle I\subset \mathbb {R} } un intervallo, {\displaystyle A\subset \mathbb {R} ^{n+1}} aperto, {\displaystyle \gamma :I\longrightarrow A,\ t\longmapsto \gamma (t)=(t,\gamma _{1}(t),\dots ,\gamma _{n}(t))} curva di classe {\displaystyle {\mathcal {C}}^{1}} e una funzione {\displaystyle \mathbf {F} :A\longrightarrow \mathbb {R} ,\ \gamma (t)\longmapsto \mathbf {F} (\gamma (t))} anch'essa di classe {\displaystyle {\mathcal {C}}^{1}}.
Si definisce derivata totale di {\displaystyle F} rispetto a {\displaystyle t} la funzione:
{\displaystyle {\frac {\mathrm {d} }{\mathrm {d} t}}\mathbf {F} (\gamma (t))={\frac {\partial }{\partial t}}\mathbf {F} (\gamma (t))+\sum _{i=1}^{n}{\frac {\partial }{\partial \gamma _{i}(t)}}\mathbf {F} (\gamma (t))\cdot \gamma _{i}^{\prime }(t)}
Si può osservare che
{\displaystyle {\frac {\mathrm {d} \mathbf {F} }{\mathrm {d} t}}(\gamma (t))=\langle \nabla \mathbf {F} (\gamma (t)),\gamma ^{\prime }(t)\rangle }

### Esempio
Siano {\displaystyle A} un sottoinsieme aperto di {\displaystyle \mathbb {R} ^{4}}, {\displaystyle (a,b)\subset \mathbb {R} } un intervallo e {\displaystyle \mathbf {r} (t):(a,b)\longrightarrow A}, con {\displaystyle \mathbf {r} (t)=(x(t),\ y(t),\ z(t),\ t)\quad \forall t\in (a,b)}. Data una funzione {\displaystyle f:A\to \mathbb {R} }, si può definire una funzione {\displaystyle F:(a,b)\to \mathbb {R} } data da:
{\displaystyle F(t)\equiv f(\mathbf {x} (t))\qquad \forall t\in (a,b)}
ed è possibile mostrare che se le tutte le funzioni {\displaystyle x_{i}(t)} sono derivabili nel punto {\displaystyle t_{0}\in (a,b)} e se {\displaystyle f} è differenziabile nel punto {\displaystyle \mathbf {x} (t_{0})\in A} allora {\displaystyle F} è derivabile in {\displaystyle t_{0}} e si ha:
{\displaystyle F'(t_{0})=\sum _{i=1}^{4}f_{x_{i}}(\mathbf {x} (t_{0}))x'_{i}(t_{0})}
pertanto l'ultima espressione diviene:
{\displaystyle F'(t_{0})=\left({\frac {\mathrm {d} }{\mathrm {d} t}}f(x(t),y(t),z(t),t)\right)_{t=t_{0}}=\left({\frac {\partial f}{\partial x}}{\frac {\mathrm {d} x}{\mathrm {d} t}}+{\frac {\partial f}{\partial y}}{\frac {\mathrm {d} y}{\mathrm {d} t}}+{\frac {\partial f}{\partial z}}{\frac {\mathrm {d} z}{\mathrm {d} t}}+{\frac {\partial f}{\partial t}}\right)_{t=t_{0}}}

## Esempio: meccanica del continuo
In fisica, in particolare in meccanica del continuo, nell'equazione di Boltzmann e nelle equazioni di Maxwell, si utilizzano spesso le coordinate lagrangiane: si è interessati a conoscere la derivata totale temporale di una grandezza fisica {\displaystyle f} associata ad un elemento di fluido in movimento (particella fluida), che occupa un punto dello spazio non fisso {\displaystyle (x,y,z)} all'istante {\displaystyle t}. Tale punto corrisponde alla posizione della particella e le sue coordinate sono funzioni del tempo. Considerando quindi una funzione {\displaystyle f=f(x,y,z,t)}, il suo differenziale è:
{\displaystyle \operatorname {d} f={\partial f \over \partial x}\operatorname {d} x+{\partial f \over \partial y}\operatorname {d} y+{\partial f \over \partial z}\operatorname {d} z+{\partial f \over \partial t}\operatorname {d} t}
La derivata totale di {\displaystyle f} rispetto al tempo vale:
{\displaystyle {\frac {d}{dt}}f(x(t),y(t),z(t),t)={\frac {\partial f}{\partial x}}{\frac {dx}{dt}}+{\frac {\partial f}{\partial y}}{\frac {dy}{dt}}+{\frac {\partial f}{\partial z}}{\frac {dz}{dt}}+{\frac {\partial f}{\partial t}}={\frac {\partial f}{\partial x}}u(t)+{\frac {\partial f}{\partial y}}v(t)+{\frac {\partial f}{\partial z}}w(t)+{\frac {\partial f}{\partial t}}}
dove {\displaystyle \mathbf {v} (t)=(u(t),\,v(t),\,w(t))} è la velocità della particella. 
Se si descrive il moto del fluido con un campo vettoriale {\displaystyle \mathbf {v} (\mathbf {x} ,t)}, che associa ad ogni punto {\displaystyle \mathbf {x} } la velocità {\displaystyle \mathbf {v} } della particella che occupa quel punto al tempo {\displaystyle t}, indicando con il nabla le sole componenti spaziali del gradiente, la precedente espressione diviene:
{\displaystyle {\frac {\operatorname {d} f}{\operatorname {d} t}}={\frac {\partial f}{\partial t}}+\mathbf {v} \cdot \nabla f}
e viene detta derivata materiale del campo scalare {\displaystyle f}. La derivata parziale {\displaystyle \partial f/\partial t} è il termine di sorgente, e tiene conto della non stazionarietà del campo di moto del flusso che sussiste quando le varie grandezze sono tutte funzioni esplicite del tempo. Se il moto è stazionario allora {\displaystyle \partial f/\partial t=0} e le varie grandezze non dipendono esplicitamente dal tempo. Il prodotto scalare {\displaystyle {\mathbf {v} \cdot \nabla f}} è il termine convettivo, e tiene conto della variazione di una grandezza per una particella che è trasportata attraverso un gradiente di velocità. La particella sarà sottoposta ad una variazione di grandezza solo se il prodotto scalare non sarà nullo, ossia solo se la velocità della particella non sarà perpendicolare alla direzione del gradiente della grandezza.
Più in generale, se invece del campo scalare {\displaystyle f} si ha un campo vettoriale {\displaystyle \mathbf {u} (\mathbf {x} ,t)}, la sua derivata materiale è:
{\displaystyle {\frac {D\mathbf {u} }{Dt}}={\frac {\partial \mathbf {u} }{\partial t}}+\mathbf {v} \cdot \nabla \mathbf {u} }
dove {\displaystyle \nabla \mathbf {u} } è la derivata covariante di {\displaystyle \mathbf {u} }.